# Steven Hill (baseball)
Steven Douglas Hill (né le 14 mars 1985 à Houston, Texas, États-Unis) est un receveur de baseball. Il a fait ses débuts dans les Ligues majeures au cours de la saison 2010 avec les Cardinals de Saint-Louis.

## Carrière
Steven Hill est drafté en 13e ronde par les Cardinals de Saint-Louis en 2007.
Il fait ses débuts dans les majeures avec cette équipe le 15 août 2010. À son premier match, il frappe un coup de circuit en solo contre le lanceur Marcos Mateo, des Cubs de Chicago.